# Либерман, Герман
Герман Либерман (пол. Herman Lieberman; 4 января 1870, Дрогобыч — 21 октября 1941, Лондон) — польский юрист и социалистический политик.

## Биография
Либерман родился в ассимилированной еврейской семье в Дрогобыче, в Галиции, входившей тогда в состав Австро-Венгрии. Его отец Иосиф был руководителем на шахте. Учился в средних школах Борислава и Стрыя. В 1888 году получил юридическое образование в Вене. Вскоре отправился в Цюрих, а затем в Париж.
В 1896 году вступил в Польскую социал-демократическую партию Галиции и Силезии. В 1904—1919 годах состоял в руководстве Польской социалистической партии (ППС). С 1907 по 1914 год и с 1917 по 1918 год был членом австрийского парламента в Вене (Рейхсрата).
Во время Первой мировой войны вступил в польские легионы под началом Юзефа Пилсудского в звании рядового. Он был произведен в чин лейтенанта и за участие в битве против царских войск был награждён польским крестом за доблесть. Когда польские войска отказались присягать на верность императору Германии Вильгельму II и были обвинены в измене, Либерман был их адвокатом на судебном процессе.
В независимой Польши в 1919—1930 годах Либерман был одним из лидеров ППС и членом сейма от неё. Один из авторов демократической конституции Польши 1921 года. Выступал против репрессий против участников рабочего и коммунистического движений; так, в 1923 году он успешно защищал в суде краковских рабочих, обвиняемых в участии в восстании 1923 года.
После государственного переворота в мае 1926 года он выступал против Пилсудского как узурпатора и возглавлял парламентскую оппозицию («Центролев»). В 1920—1939 гг. годах был членом Центрального рабочего комитета (ЦРК) ППС (в 1931—1934 гг. — заместителем председателя исполнительного комитета). В 1930 году был арестован и избит полицией, а затем в ходе Брестского процесса 1931—1932 годов приговорен к двум с половиной годам тюремного заключения.
Бежав от тюрьмы, он эмигрировал в Чехословакию, а позже во Францию. Сотрудничал с коммунистами в организации помощи республиканцам во время гражданской войны в Испании. Ответил сторонникам политики умиротворения Гитлера в критической полемике против памфлета Марселя Деа «Зачем умирать за Данциг?».
После 1939 года нацистской оккупации Польши во время Второй мировой войны он присоединился к польскому правительству в изгнании Владислава Сикорского. С поражением Франции в 1940 году Либерман перебрался в Лондон. В 1940—1941 годах член Польского народного совета. В 1940 году — председатель ЦРК ППС за рубежом. С 3 сентября до 20 октября 1941 года Либерман был министром юстиции эмигрантского правительства.

### Награды
В 1941 году Либерман был посмертно награждён высшей наградой Польши — Орденом Белого Орла — председателем правительства в изгнании Владиславом Рачкевичем, в знак признания его исключительных заслуг перед Польшей.